# Pirttiniemi (ö i Rovaniemi)
Pirttiniemi är en ö i Finland. Den ligger i sjön Joutasjärvi och i kommunen Rovaniemi i den ekonomiska regionen  Rovaniemi ekonomiska region  och landskapet Lappland, i den norra delen av landet, 700 km norr om huvudstaden Helsingfors. Öns area är 4,4 hektar och dess största längd är 450 meter i öst-västlig riktning.